# Hausen (Heimbach)
Hausen (ⓘ) ist ein Ortsteil der Stadt Heimbach im Kreis Düren. Der Ort hat etwa 280 Einwohner.

## Lage
Der Ort Hausen liegt im Süden des Kreises Düren in der Stadt Heimbach. Das Dorf entstand am Ufer der Rur und liegt am Nordhang des Sonnenberges. Am Ufer der Rur erreicht der Ort eine Höhe von knapp 200 m ü. NHN, seine Berge erreichen 393,3 m auf dem Sonnenberg und 412 m in der Nähe von Neuenhof, in der Nähe von Schmidt, was jedoch die gesamte Gemarkung Hausen, samt dem Ort Blens einbezieht. Diese ist im Osten von der Kreisstraße 48 und der Landesstraße 249 begrenzt, im Westen reicht sie einerseits bis an den Rursee wird andererseits im Fischbachtal begrenzt. Hausen liegt am Übergang von Schiefer- zu Buntsandsteinfelsen, wobei Letztere beliebte Kletterfelsen waren, bis sie unter Naturschutz gestellt wurden. Nachbarorte sind Heimbach und Blens.

## Wappen von Hausen
Das Wappen von Hausen zeigt drei rote Hämmer auf weißem Hintergrund. Dies geht auf die Familie Kolf aus dem Gebiet um Mechernich zurück, die ehemaligen Burgherren von Hausen. Da diese selber im Erzbergbau tätig waren, entstammen die drei roten Hämmer ihrem Wappen.

## Geschichte

### Ortsgeschichte

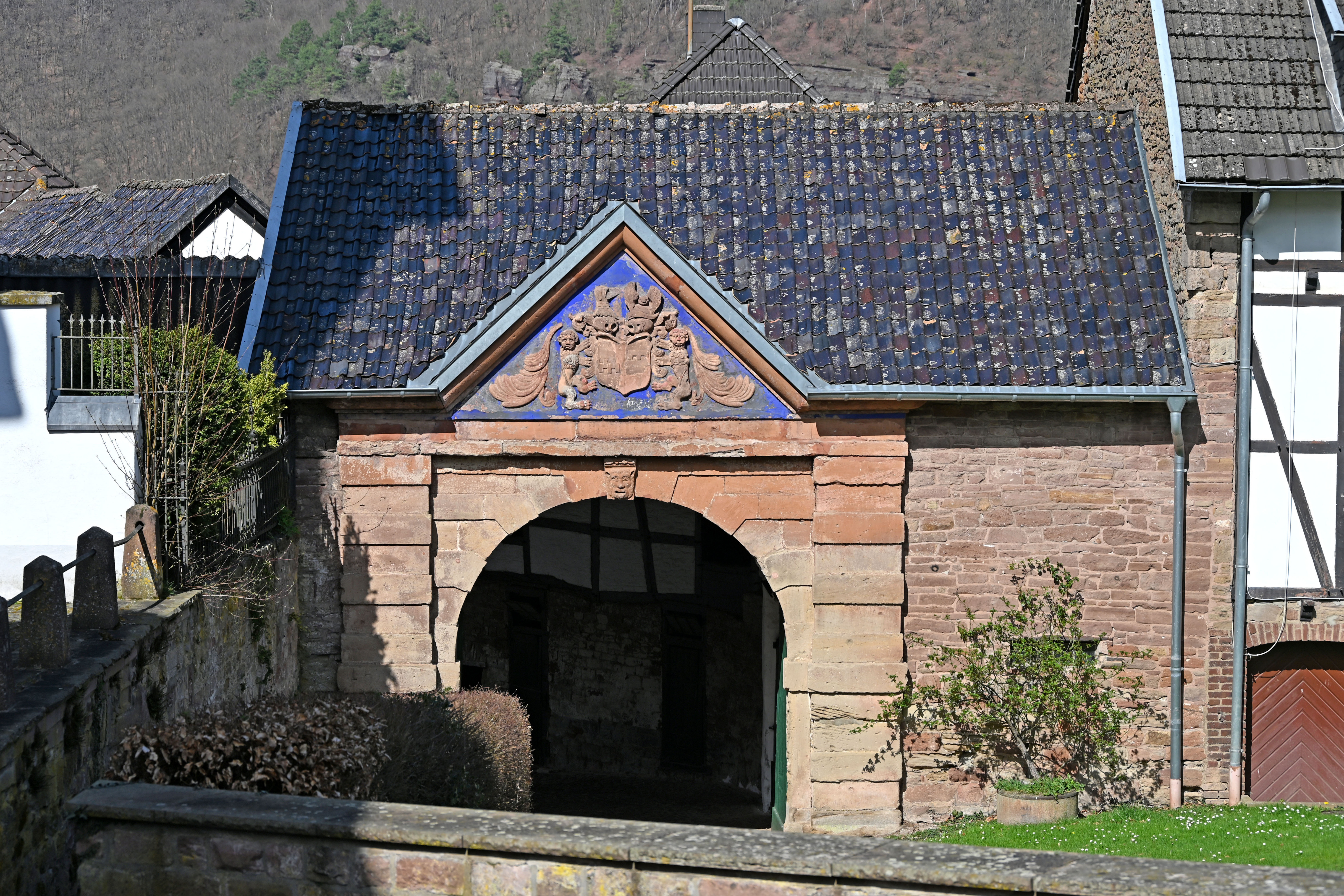
Burg Hausen, Südtor mit Wappengiebel Nesselrode/Harff

Der Ort wurde das erste Mal im Jahre 1348 unter dem Namen „Husen“ erwähnt, jedoch besagen andere Quellen, dass seine erste Erwähnung wahrscheinlich auf das Jahr 1248 zurückgeht, auf einen gewissen Wilhelmus von Hausen, welcher Schultheiß des Herrn von Montjoe war.
Zu vermuten ist, dass der Ort im Zuge der fränkischen Landnahme im 6. und 7. Jahrhundert entstand, wofür auch die typische Form des fränkischen Straßendorfs spricht. In dieser Zeit entstand dort wahrscheinlich eine befestigte Hofanlage. Auf dieser errichteten die Jülicher Grafen ein Lehngut von dem schließlich ein Adelsgeschlecht seinen Namen ableitete. Dessen letzte Erwähnung auf das Jahr 1399 mit einer „Daeme van husen“ zurückgeht.
Zwischen dem 15. Jahrhundert und 1534 war die Burg Hausen dann Eigentum der Herren von Berg, genannt Blens. Diese ging jedoch schließlich in den Besitz von Dietrich Kolf zurück, der im 16. Jahrhundert eine neue Burg errichtete, die bis zum 18. Jahrhundert im Familienbesitz blieb.
Der nördliche Teil des Dorfes war in dieser Zeit dem Amt Nideggen beziehungsweise zeitweise (z. B. 1799) einem eigenen Amt unterstellt. Fünf Häuser des südlichen Teils fielen bis 1794 dem Amt Heimbach zu. Schließlich verkaufte Karl Wilhelm Friedrich Kolf von Vettelhoven, seinerseits Amtmann zu Nideggen, die Burg Hausen im Jahre 1798.
Auf kommunaler Ebene war Hausen zwischen 1829 und 1968 die nördlichste Gemeinde des Landkreises Schleiden. Am 1. Juli 1968 kam der Ort zur Stadt Heimbach. Er kam am 1. Januar 1972 zum Kreis Düren. Hier wurde er erst der Stadt Nideggen zugeordnet, bevor Heimbach am 4. August 1972 wieder selbstständig wurde.

### Vereinsgeschichte
Am 12. Juni 1879 wurde weiterhin der Männergesangverein MGV Eintracht 1879 Hausen gegründet, einer der aktivsten Vereine des Dorfes. Er entstand, da mit den Bismarckschen „Mai-Gesetzen von 1873“ die meisten kirchlichen Vereine und Kirchenchöre verboten wurden. So wurde ein Gesangverein weltlicher Prägung gegründet, in dessen Statuten jedoch die Gottesdienstgestaltung verankert ist.
Zwischen 1907 und 1922 wurde das Wirken des Chores mangels eines geeigneten Chorleiters stark eingeengt, nahm jedoch wieder seine vollen Aufgaben 1922 auf. 1949 wurde der Chor in einen gemischten Chor umbenannt und hieß zuerst MGV Eintracht 1879 Hausen mit Damenchor und seit längerem MGV Eintracht 1879 gemischter Chor.
Auch ein Theaterverein wurde dem Chor angegliedert, welcher ebenfalls schon lange vor 1879 existierte. Die Laienspielgruppe spielte zunächst religiöse Stücke, welche zweimal auf dem Patrozinium zu Nikolaus und in der Fastenzeit aufgeführt wurden. Seit 1950 spielte man zur Kleinkirmes Theater und hatte zunächst durch die Konkurrenz mit sinkenden Besucherzahlen zu kämpfen. Doch in den letzten dreißig Jahren stiegen die Besucherzahlen stetig an und nunmehr werden sieben Aufführungen gegeben, davon sechs in Hausen und eine in Vettweiß. Dies ist vor allem dem langjährigen Spielleiter Hans-Peter Lennartz zu verdanken. Seit 1980 nimmt die Laienspielgruppe regelmäßig an Theatertreffen teil, meistgespieltes Stück ist Das Streichquartett, was mehr als 17-mal aufgeführt wurde.

## Gegenwart
Prägend sind heute verschiedene Vereine. Im Zentrum steht die Pfarrgemeinde St. Nikolaus Hausen mit der Kapellengemeinde Blens. Durch die gute Erreichbarkeit von Düren her, unter anderem mit der Bahnstrecke Düren–Heimbach ist der Tagestourismus so wie der Tourismus auf insgesamt drei Campingplätzen von großer Bedeutung. Häufig gewann der Ort schon Preise bei den Wettbewerben Unser Dorf hat Zukunft (früher: Unser Dorf soll schöner werden), bis hin zum Golddorf des Landes Nordrhein-Westfalen.
Der Ortsvorsteher des Ortes Hausen wird seit 25 Jahren von der UWV (Unabhängige Wählervereinigung) gestellt. Jedoch erreichte die CDU bei Bundestags-, Landtags- und Europawahlen meist über 50 %, die SPD etwa 25 %, FDP rund 10 %, Grüne und Linke blieben unter 5 %.
Seit mehr als zehn Jahren gibt es in Hausen auch wieder einen Kindergarten mit Namen Kindergarten Sonnenschein. Er befindet sich in der alten Schule in der St.-Nikolaus-Str. Im selben Gebäude befinden sich auch Schulungsräume der Freiwilligen Feuerwehr des Ortes.

## St.-Nikolaus-Kirche

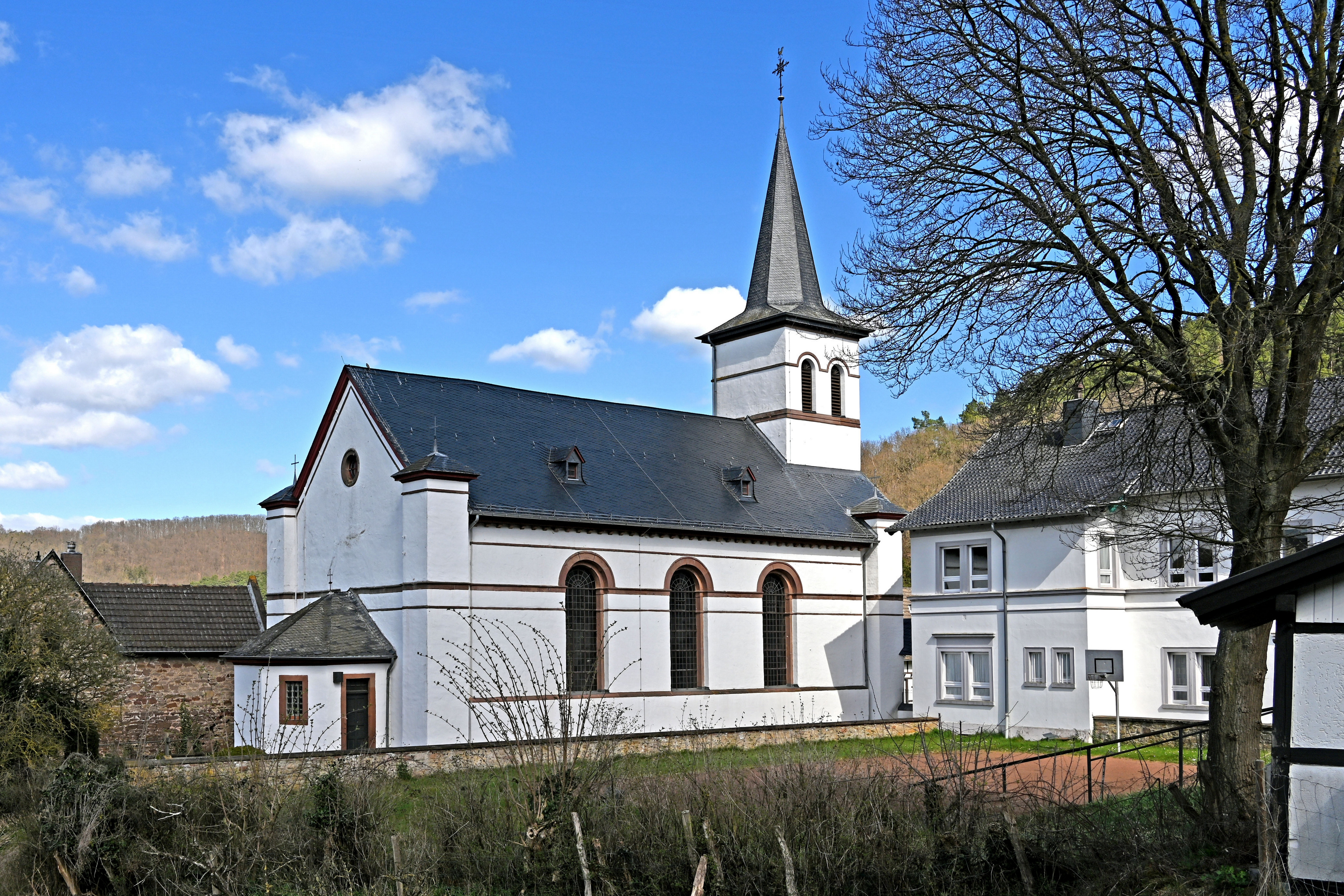
Die St.-Nikolaus-Kirche

Die römisch-katholische Kirche St. Nikolaus steht im Ortskern von Hausen, direkt neben der Burg Hausen.

## Verkehr

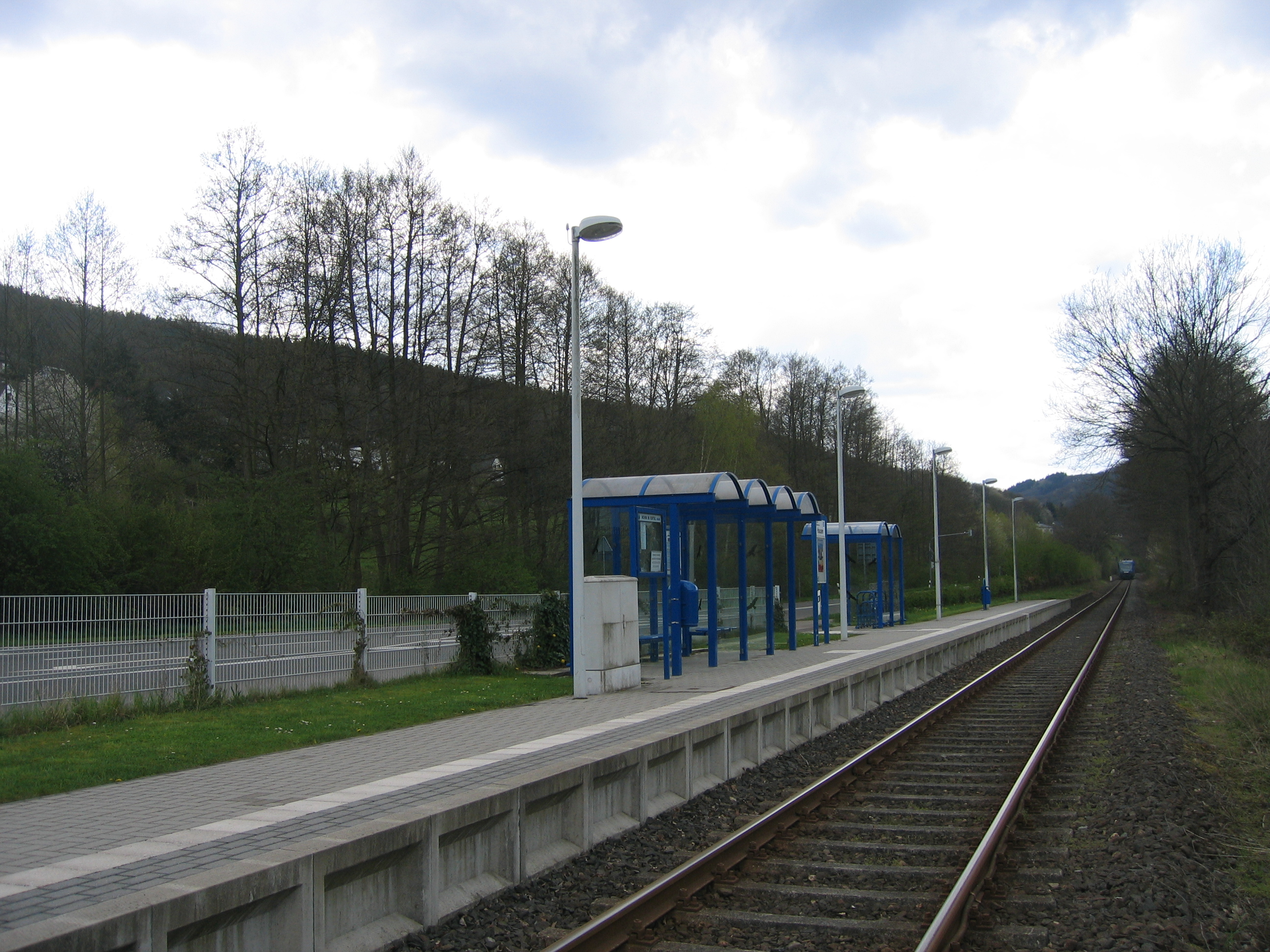
Haltepunkt Hausen der Rurtalbahn

Hausen hat keinen Durchgangsverkehr, seitdem der Ort eine Umgehungsstraße erhalten hat. Der öffentliche Personennahverkehr wird durch die Rurtalbahn sichergestellt, denn Hausen hat seit 1903 einen Haltepunkt an der Strecke Düren–Heimbach. Er wurde nach der Übernahme durch die Dürener Kreisbahn (DKB) 1993 saniert. Derzeit verkehrt die RB 21 stündlich in Richtung Düren beziehungsweise Heimbach.
| Linie | Linienverlauf | Takt   |
| ----- | --- | ------ |
| RB 21 | Rurtalbahn: Düren – Annakirmesplatz – Kuhbrücke – Lendersdorf – Renkerstr/Krankenhaus – Tuchmühle – Kreuzau – Kreuzau, Eifelstraße – Üdingen – Untermaubach-Schlagstein – Obermaubach – Zerkall – Nideggen-Brück – Abenden – Blens – Hausen – Heimbach (Eifel) Stand: Fahrplanwechsel Dezember 2021 | 60 min |

## Buschfelder Hof
Das Gehöft liegt an der L 218 (50° 39′ N, 6° 26′ O) kurz vor der Siedlung Neuenhof, die schon zu Schmidt gehört. Obwohl es zu Heimbach gehört liegt es in unmittelbarer Nähe zum Stadtteil Schmidt und mehrere Kilometer von Heimbach über die Straße entfernt. Seine Zugehörigkeit zu Heimbach lässt sich dadurch erklären, dass die Ländereien im Gebiet um Buschfelder Hof bis zum Rursee hinunter ursprünglich den Baronen von Blens gehörten und somit der Ort ursprünglich zur Gemeinde Hausen gehörte, welche 1972 in die Stadt Heimbach eingemeindet wurde. Das Gehöft liegt ungefähr auf einer Höhe von 420 m und stellt den höchsten Punkt der Gemarkung Hausen dar. Durch einen Wanderweg entlang des Odenbaches ist es mit der Ortschaft Blens verbunden. Heutzutage wird das Gehöft von seinen Besitzern landwirtschaftlich genutzt.

## Persönlichkeiten
- Josef Koch (1881–1963), Oberbürgermeister von Düren 1951–1952

## Sonstiges
- Hausen wurde beim Wettbewerb Unser Dorf hat Zukunft auf Kreisebene 2008 Kreissieger und erhielt 2009 auf Landesebene eine Silbermedaille.